# Campionati europei di ciclismo su strada 2009 - Cronometro maschile Junior
La cronometro maschile Junior dei Campionati europei di ciclismo su strada 2009 si è svolta il 1º luglio 2009 in Belgio, nei dintorni di Hooglede, su un percorso di 28,1 km. La medaglia d'oro è stata vinta dal britannico Joseph Perrett con il tempo di 34'58" alla media di 48,21 km/h, argento al lussemburghese Bob Jungels e a completare il podio il francese Kevin Labèque.
Al traguardo 65 ciclisti completarono la gara.

## Classifica (Top 10)
| Pos. | Corridore           | Squadra     | Tempo  |
| ---- | ------------------- | ----------- | ------ |
| 1    | Joseph Perrett      | Regno Unito | 34'58" |
| 2    | Bob Jungels         | Lussemburgo | a 16"  |
| 3    | Kevin Labèque       | Francia     | a 18"  |
| 4    | Jasha Sütterlin     | Germania    | s.t.   |
| 5    | Kevin De Jonghe     | Belgio      | a 31"  |
| 6    | Gui. Van Keirsbulck | Belgio      | a 33"  |
| 7    | Dylan van Baarle    | Paesi Bassi | a 34"  |
| 8    | Alexander Randin    | Norvegia    | a 44"  |
| 9    | Andreas Hofer       | Austria     | a 48"  |
| 10   | George Atkins       | Regno Unito | a 53"  |